# Mycterodus cuniceps
Mycterodus cuniceps är en insektsart som beskrevs av Melichar 1906. Mycterodus cuniceps ingår i släktet Mycterodus och familjen sköldstritar. Inga underarter finns listade i Catalogue of Life.